# ATP6V1G3
La subunidad G 3 de la ATPasa de protón tipo V es una enzima que en los humanos está codificada por el gen ATP6V1G3.  

## Función
Este gen codifica un componente de la ATPasa vacuolar (V-ATPasa), una enzima multisubunitaria que media en la acidificación de los orgánulos intracelulares eucarióticos. La acidificación de los orgánulos dependiente de V-ATPasa es necesaria para procesos intracelulares como la clasificación de proteínas, la activación del zimógeno, la endocitosis mediada por receptores y la generación de gradientes de protones de vesículas sinápticas. La V-ATPasa está compuesta por un dominio V1 citosólico y un dominio V0 transmembrana. El dominio V1 consta de tres subunidades A y tres B, dos subunidades G más las subunidades C, D, E, F y H. El dominio V1 contiene el sitio catalítico de ATP. El dominio V0 consta de cinco subunidades diferentes: a, c, c', c '' y d. Isoformas adicionales de muchas de las proteínas de las subunidades V1 y V0 están codificadas por múltiples genes o, alternativamente, variantes de transcripción empalmadas. Este gen codifica una de las tres proteínas de la subunidad G. Se han encontrado variantes de transcripción que codifican diferentes isoformas para este gen. 

## Otras lecturas
- Finbow ME, Harrison MA (Jun 1997). «The vacuolar H+-ATPase: a universal proton pump of eukaryotes». The Biochemical Journal 324 (Pt 3): 697-712. PMC 1218484. PMID 9210392. doi:10.1042/bj3240697.
- Nelson N, Harvey WR (Apr 1999). «Vacuolar and plasma membrane proton-adenosinetriphosphatases». Physiological Reviews 79 (2): 361-85. PMID 10221984. S2CID 1477911. doi:10.1152/physrev.1999.79.2.361.
- Forgac M (May 1999). «Structure and properties of the vacuolar (H+)-ATPases». The Journal of Biological Chemistry 274 (19): 12951-4. PMID 10224039. doi:10.1074/jbc.274.19.12951.
- Kane PM (Feb 1999). «Introduction: V-ATPases 1992-1998». Journal of Bioenergetics and Biomembranes 31 (1): 3-5. PMID 10340843. doi:10.1023/A:1001884227654.
- Wieczorek H, Brown D, Grinstein S, Ehrenfeld J, Harvey WR (Aug 1999). «Animal plasma membrane energization by proton-motive V-ATPases». BioEssays 21 (8): 637-48. PMID 10440860. S2CID 23505139. doi:10.1002/(SICI)1521-1878(199908)21:8<637::AID-BIES3>3.0.CO;2-W.
- Nishi T, Forgac M (Feb 2002). «The vacuolar (H+)-ATPases--nature's most versatile proton pumps». Nature Reviews Molecular Cell Biology 3 (2): 94-103. PMID 11836511. S2CID 21122465. doi:10.1038/nrm729.
- Kawasaki-Nishi S, Nishi T, Forgac M (Jun 2003). «Proton translocation driven by ATP hydrolysis in V-ATPases». FEBS Letters 545 (1): 76-85. PMID 12788495. S2CID 10507213. doi:10.1016/S0014-5793(03)00396-X.
- Morel N (Oct 2003). «Neurotransmitter release: the dark side of the vacuolar-H+ATPase». Biology of the Cell 95 (7): 453-7. PMID 14597263. doi:10.1016/S0248-4900(03)00075-3.
- Brown D, Lui B, Gluck S, Sabolić I (Oct 1992). «A plasma membrane proton ATPase in specialized cells of rat epididymis». The American Journal of Physiology 263 (4 Pt 1): C913-6. PMID 1415677. doi:10.1152/ajpcell.1992.263.4.C913.
- Smith AN, Borthwick KJ, Karet FE (Sep 2002). «Molecular cloning and characterization of novel tissue-specific isoforms of the human vacuolar H(+)-ATPase C, G and d subunits, and their evaluation in autosomal recessive distal renal tubular acidosis». Gene 297 (1–2): 169-77. PMID 12384298. doi:10.1016/S0378-1119(02)00884-3.

- Datos: Q18049803